# Physoconops bulbirostris
Physoconops bulbirostris är en tvåvingeart som först beskrevs av Friedrich Hermann Loew 1853.  Physoconops bulbirostris ingår i släktet Physoconops och familjen stekelflugor. Inga underarter finns listade i Catalogue of Life.